# Сингх, Амрита
Амрита Сингх (англ. Amrita Singh; род. 9 февраля 1958, Пенджаб) — индийская актриса
.

## Биография
Амрита Сингх родилась в сикхско-мусульманской семье 9 февраля 1958 года. Её отец Шивиндер Сингх служил в армии, мать — Рухсана Султан — политическая активистка. Амрита Сингх приходится внучатой племянницей сикхскому писателю Хушванту Сингху по отцовской линии.
Она начала актёрскую карьеру с главной роли в фильме «Сила любви» (1983). Её партнёром по съёмочной площадке выступил Санни Деол, для него эта роль также была первой.
В 1991 году Амрита Сингх вышла замуж за индийского кинематографиста Саифа Али Хана, который был на 12 лет младше её, и надолго пропала с экранов. Последним крупным фильмом, в котором актриса снялась в 90-х является мелодрама «Любовный треугольник» (1993). За роль в нём Амрита получила Filmfare Awards, одну из престижнейших кинонаград Индии, в категории «Лучшая актриса второго плана».
После долгого перерыва, в 2002 году, на экраны вышел новый фильм с Амритой Сингх: «Мученики, 23 марта 1931». Лента посвящена двум индийским революционерам: Чандрасекару Азаду и Бхагату Сингху. Амрита исполнила роль матери последнего.
В 2004 году брак Саифа Али Хана и Амриты Сингх распался. От него у неё осталось двое детей: дочь Сара Али (1991) и сын Ибрагим Али (2001).

## Избранная фильмография
| - Сила любви (1983) - Жестокий мир (1984) - Раджа (1985) - Повороты судьбы (1986) - Эгоист (фильм) (1987) - Цель (1987) - В пылающем огне (1988) - Неравный брак (1988) - Сила закона (1989) - Оружие (фильм, 1989) (1989) - Король улиц (1989) - Волшебник (1989) - Туфан (1989) - Раздел (1989) - Квартал (1989) | - Силы небесные (1990) - Инспектор розыска (1990) - Обида (1990) - Призрак (1991) - Одиночка (фильм, 1991) (1991) - Трудный выбор (1991) - Сурьяванши (1992) - Мечты джентльмена (1992) - Танцовщица кабаре (1992) - Краски жизни (1993) - Любовный треугольник (1993) - Ночь, перевернувшая жизнь (2005) - Десять историй о любви (2007) - Перестрелка в Локандвале (2007) - Очи чёрные (2010) |